# Mansour Guettaya
Mansour Guettaya (Túnez francés; 26 de diciembre de 1949 – 11 de junio de 2024) fue un atleta tunecino especialista en la carrera de media distancia.

## Carrera
Participó en una ocasión en los Juegos Olímpicos en Múnich 1972 donde compitió en dos eventos, el primero de ellos fue la prueba de los 800 metros donde fue eliminado en las semifinales, y luego participó en los 1500 metros donde fue eliminado en el hit siete por poco más de un segundo sobre la clasificación.
También participó en los Juegos Mediterráneos de 1971 en Izmir donde ganó la medalla de oro en las pruebas de 800 metros y 1500 metros.